# 必勝球探
《必勝球探》（英語：Hustle）是一部2022年美國運動劇情片，由杰瑞麥亞·查格執導，泰勒·馬特恩（Taylor Materne）和威爾·菲特斯（Will Fetters）編劇，亞當·山德勒、皇后·拉蒂法、班·佛斯特、胡安·埃爾南高梅茲及勞勃·杜瓦主演。劇情講述一名前籃球球探試圖從海外招募一名有複雜過往的球員來打球，藉此重振自己的事業。
《必勝球探》2022年6月3日美國有限上映，6月8日在Netflix全球上線。電影獲得正面的評價，其中亞當·山德勒的演出表現備受影評家讚譽。

## 演員
- 亞當·山德勒飾演史丹利·舒格曼（Stanley Sugarman）
- 皇后·拉蒂法飾演泰瑞莎·舒格曼（Teresa Sugarman）
- 班·佛斯特飾演文斯·梅里克（Vince Merrick）
- 胡安·埃爾南高梅茲飾演波·克魯茲（Bo Cruz）
- 勞勃·杜瓦飾演雷斯·梅里克（Rex Merrick）
- 喬丹·赫爾（Jordan Hull）飾演艾莉·舒格曼（Alex Sugarman）
- 海蒂·加德納飾演凱特·梅里克（Kat Merrick）
- 瑪麗亞·博托（英语：María Botto）飾演寶拉·克魯茲（Paola Cruz）
- 艾尼奧·皮萊（Ainhoa Pillet）飾演露西亞·克魯茲（Lucia Cruz）
- 安東尼·愛德華茲飾演克米特·威爾茲（Kermit Wilts）
- 肯尼·史密斯飾演里昂·瑞奇（Leon Rich）
- 肥仔喬（英语：Fat Joe）飾演他自己
- 賈里爾·懷特（英语：Jaleel White）飾演布雷克（Blake）

幾位現任和前任NBA球員和教練以本人身份或其他角色演出。崔·楊、喬丹·克拉克森、克里斯·米德尔顿、亞倫·高登、凯尔·洛里、薩夫·居里、卢卡·东契奇、托比亚斯·哈里斯、泰瑞澤·馬克西、马蒂斯·塞布尔、朱利叶斯·欧文、查尔斯·巴克利、沙奎尔·奥尼尔、艾倫·艾佛森、德克·诺维茨基、布拉德·史蒂文斯、道格·里弗斯與瑟吉歐·史卡利歐羅飾演他們自己；博班·馬揚諾維奇飾演「大塞爾維亞人」（Big Serbian），莫里茲·華格納飾演德國佬「哈斯」（German "Haas"）。格雷森·包契爾和賴瑞·威廉斯也參與演出。

## 製作
《必勝球探》由杰瑞麥亞·查格根據泰勒·馬特恩（Taylor Materne）和威爾·菲特斯（Will Fetters）的劇本執導，Netflix發行。2020年5月，亞當·山德勒簽約主演本片。 2020年9月，皇后·拉蒂法宣布參演。2020年10月，勞勃·杜瓦、班·佛斯特、胡安·埃爾南高梅茲、喬丹·赫爾（Jordan Hull）、瑪麗亞·博托、艾尼奧·皮萊（Ainhoa Pillet）、肯尼·史密斯與凯尔·洛里加入演出陣容。
主要拍攝2020年10月於賓夕法尼亞州費城展開，也在科茲維爾地區高中取景。劇組在費城市中心多處拍攝，包括市場街、義大利市場、馬拉揚克和南費城。之後又在紐澤西州肯頓進行額外拍攝。

## 評價
《必勝球探》獲得普遍正面的評價，爛蕃茄根據161條專業評論，獲得93%新鮮度，平均分數7.2/10，網站共識評價寫道：「《必勝球探》沒有任何花俏的動作，但也不需要——亞當·山德勒的普通人魅力讓這個簡單的上籃看起來很有趣。」 Metacritic根據41條評論，獲得加權平均分數68，代表「普遍好評」。

## 外部連結
- 互联网电影数据库（IMDb）上《必勝球探》的资料（英文）